# Paul Chaikin
Paul Michael Chaikin, né le 14 novembre 1945 à Brooklyn, New York, est un physicien américain connu pour ses contributions significatives dans le domaine de la physique de la matière molle condensée.

## Biographie
Paul Chaikin obtient sa licence en physique du California Institute of Technology en 1966 et son doctorat en physique de l'Université de Pennsylvanie en 1971, en travaillant sur les supraconducteurs Kondo. Il rejoint la faculté de physique de l'Université de Californie à Los Angeles en 1972 et étudie la thermopuissance, les ondes de densité et les phénomènes de champs élevés, principalement dans les supraconducteurs organiques. L’attrait de voir réellement les aspects microscopiques d’un système l’a conduit à la matière molle. Il aide à développer des techniques pour mesurer l'élasticité et le mouvement et comprendre les interactions colloïdales. Son intérêt pour les matières dures et molles se poursuivent après qu'il a rejoint la faculté de l'UPenn (1983) et la faculté de l'Université de Princeton (1988).
Son intérêt pour la géométrie et la topologie le conduit à ses contributions sur la nanolithographie des copolymères diblocs.
Il contribue à démontrer et à expliquer pourquoi les ellipsoïdes sont plus denses que les sphères. En 2005, il contribue à la création du Center for Soft Matter Research à l'Université de New York. Ses recherches les plus récentes portent sur l'auto-réplication artificielle, l'auto-assemblage, la matière active, la nanotechnologie de l'ADN, les défauts topologiques sur les surfaces courbes et la quantification de l'ordre loin de l'équilibre.
Il est actuellement professeur Silver de physique à l'Université de New York.

## Ouvrages
- "Principes de la physique de la matière condensée" [2],[3] (ISBN 0-521-43224-3) avec Tom Lubensky (publié par Cambridge University Press)

- "Le livre de coloriage pour adultes : Phases de la matière" [4] (ISBN 978-0998281759) avec Colm P. Kelleher, Rodrigo E. Guerra et Andrew D. Hollingsworth (publié par Green Frog Publishing)

## Distinctions
Il obtient la bourse Sloan (1979-1981), la bourse Guggenheim (1997) et est à la fois élu à l'Académie américaine des arts et des sciences (2003) et à la National Academy of Sciences (2004). En 2009, il remporte un World Technology Award pour sa contribution individuelle à la recherche sur les matériaux. Il  reçoit le prix Oliver Buckley en 2018 avec la mention « pour ses contributions pionnières qui ont ouvert de nouvelles voies dans le domaine de la physique de la matière molle condensée grâce à des études innovantes sur les colloïdes, les polymères et l'emballage.» 